# Djoudj
Djoudj fuglereservat (fransk: Parc national des oiseaux du Djoudj) ligger på den sydøstlige bred af Senegalfloden, nordøst for den tidligere hovedstad Saint-Louis i Senegal.
Djoudj er et vigtigt vådområde for en række arter trækfugle, og regnes som et af de tre vigtigste fuglefredningsområder i Vestafrika. For mange arter trækfugle udgør Djoudj første stoppested syd for Sahara, og mere end 400 fuglearter har tilhold her. Mere end 1,5 millioner individer har fast tilhold her, mens op til 3 millioner individer mellemlander under fugletrækkene.
Reservatet ligger i Senegalfodens delta og omfatter 16.000 hektar. Det består af vådområder med en stor sø omgivet af damme. Vandets saltholdighed varierer fra ferskvand om vinteren, til brakvand under fordampningen i den varme årstid. I tørkeperioden er dette det mest vandholdige sted i regionen, selv om vandmængden er reduceret med op til 80% de seneste år.
Der er betydelige bestande af fuglearterne hvid pelikan (Pelecanus onocrotalus), purpurhejre (Ardea purpurea), afrikansk skestork (Platalea alba), sølvhejre (Egretta alba) og flere arter skarver. Mindre iøjnefaldende er vandsangeren (Acrocephalus paludicola), som har sit vigtigste vintertilholdssted her.
Dyrelivet omfatter også vortesvin, afrikansk søko, krokodiller og gazeller.
Djoudj blev først fredet i 1971, og fredningsområdet blev udvidet i 1975. Området er både Ramsarområde og verdensarvområde. Området var opført på listen over truede verdensarvsteder fra 2000 til 2006 på grund af at ukrudtsplanten Salvinia molesta truede med at kvæle områdets naturlige vegetation. Reservatet grænser til Diawling nationalpark i Mauritanien på nordsiden af floden.

## Eksterne kilder og henvisninger
1. ↑  Djoudj National Bird Sanctuary
2. ↑  "Expedition solves Aquatic Warbler mystery". Arkiveret fra originalen 29. september 2012. Hentet 27. august 2012.

- Wikimedia Commons har flere filer relateret til Djoudj